# Vittorio Tomassetti
Vittorio Tomassetti (* 28. Juni 1930 in Staffolo, Provinz Ancona, Italien; † 6. Januar 2008 in Fano) war römisch-katholischer Bischof von Fano.

## Leben
Vittorio Tomassetti empfing am 23. August 1953 die Priesterweihe.
1992 wurde er von Papst Johannes Paul II. zum Bischof des suburbikarischen Bistums Palestrina ernannt. Die Bischofsweihe spendete ihm am 28. Juni 1992 Bernardin Kardinal Gantin, der als Kardinalbischof die Schirmherrschaft über das Bistum Palestrina ausübte; Mitkonsekratoren waren Franco Festorazzi, Erzbischof von Ancona, und Carlo Maccari, Alterzbischof von Ancona.
1997 wurde er zum Koadjutorbischof des Bistums Fano-Fossombrone-Cagli-Pergola ernannt. 1998 erfolgte durch Papst Johannes Paul II. die Ernennung zum Bischof von Fano-Fossombrone-Cagli-Pergola.
2007 nahm Papst Benedikt XVI. das Rücktrittsgesuch von Vittorio Tomassetti an.
Vittorio Tomassetti wurde in seinem Geburtsort Staffolo beigesetzt.